# 那邦镇
那邦镇，是中华人民共和国云南省德宏傣族景颇族自治州盈江县下辖的一个乡镇级行政单位。

## 位置
那邦镇是边境镇，与缅甸克钦邦第二特区拉咱市隔河相望。

## 行政区划
那邦镇下辖以下地区：
街道村、那邦村和刀弄村。